# Lijst van voetbalinterlands Ivoorkust - Togo
Deze lijst van voetbalinterlands is een overzicht van alle officiële voetbalwedstrijden tussen de nationale teams van Ivoorkust en Togo. De West-Afrikaanse landen speelden tot op heden twintig keer tegen elkaar. De eerste ontmoeting was een kwalificatiewedstrijd voor de Afrika Cup 1968 op 16 augustus 1967 in Lomé. Het laatste duel, een vriendschappelijke wedstrijd, werd gespeeld in Le Petit-Quevilly (Frankrijk) op 24 september 2022.

## Wedstrijden
| №  | Plaats            | Datum             | Competitie                   | Wedstrijd        | Uitslag |
| -- | ----------------- | ----------------- | ---------------------------- | ---------------- | ------- |
| 1  | Lomé              | 16 augustus 1967  | Afrika Cup 1968 kwalificatie | Togo − Ivoorkust | 0 − 2   |
| 2  | Abidjan           | 15 november 1967  | Afrika Cup 1968 kwalificatie | Ivoorkust − Togo | 3 − 0   |
| 3  | Monrovia          | 27 januari 1979   | Vriendschappelijk            | Togo − Ivoorkust | 1 − 0   |
| 4  | Cotonou           | 21 februari 1982  | Vriendschappelijk            | Togo − Ivoorkust | 1 − 1   |
| 5  | Abidjan           | 28 september 1983 | Vriendschappelijk            | Ivoorkust − Togo | 3 − 0   |
| 6  | Abidjan           | 18 december 1983  | Vriendschappelijk            | Ivoorkust − Togo | 2 − 1   |
| 7  | Abidjan           | 20 december 1983  | Vriendschappelijk            | Ivoorkust − Togo | 1 − 0   |
| 8  | Abidjan           | 4 maart 1984      | Afrika Cup 1984              | Ivoorkust − Togo | 3 − 0   |
| 9  | Ouagadougou       | 23 november 1984  | Vriendschappelijk            | Togo − Ivoorkust | 1 − 1   |
| 10 | Monrovia          | 2 februari 1987   | Vriendschappelijk            | Ivoorkust − Togo | 0 − 1   |
| 11 | Abidjan           | 22 november 1987  | Vriendschappelijk            | Ivoorkust − Togo | 3 − 0   |
| 12 | Lomé              | 13 december 1987  | Vriendschappelijk            | Togo − Ivoorkust | 1 − 0   |
| 13 | Bouaké            | 15 januari 1995   | Vriendschappelijk            | Ivoorkust − Togo | 0 − 0   |
| 14 | Abidjan           | 3 januari 1999    | Vriendschappelijk            | Ivoorkust − Togo | 3 − 1   |
| 15 | Accra             | 24 januari 2000   | Afrika Cup 2000              | Ivoorkust − Togo | 1 − 1   |
| 16 | Sikasso           | 21 januari 2002   | Afrika Cup 2002              | Ivoorkust − Togo | 0 − 0   |
| 17 | Rustenburg        | 22 januari 2013   | Afrika Cup 2013              | Ivoorkust − Togo | 2 − 1   |
| 18 | Oyem              | 16 januari 2017   | Afrika Cup 2017              | Ivoorkust − Togo | 0 − 0   |
| 19 | Beauvais          | 24 maart 2018     | Vriendschappelijk            | Togo − Ivoorkust | 2 − 2   |
| 20 | Le Petit-Quevilly | 24 september 2022 | Vriendschappelijk            | Ivoorkust − Togo | 2 − 1   |

## Samenvatting
| Competitie              | Totaal gespeeld | Winst Ivoorkust | Gelijk | Winst Togo | Doelsaldo Ivoorkust – Togo |
| ----------------------- | --------------- | --------------- | ------ | ---------- | -------------------------- |
| Afrika Cup              | 5               | 2               | 3      | 0          | 6 − 2                      |
| Afrika Cup-kwalificatie | 2               | 2               | 0      | 0          | 5 − 0                      |
| Vriendschappelijk       | 13              | 6               | 4      | 3          | 18 − 10                    |
| Totaal                  | 20              | 10              | 7      | 3          | 29 − 12                    |

## Details

### Achtste ontmoeting
| Afrika Cup 1984 (Abidjan, Ivoorkust, 4 maart 1984):       |       |      |
| Ivoorkust                                                 | 3 – 0 | Togo |
| Tia Koffi 27' Youssouf Falikou Fofana 62' Michel Goba 75' | goals |      |

FIF · A-internationals · Selecties · Bondscoaches · Statistieken · Ivoriaans vrouwenelftal · Ivoorkust U21 · Ivoorkust U20 · Ivoorkust U19 · Ivoorkust U18 · Ivoorkust U17
1960 – 1969 ·
1970 – 1979 ·
1980 – 1989 ·
1990 – 1999 ·
2000 – 2009 ·
2010 – 2019 ·
2020 − 2029
WK 2006 · 
WK 2010 · 
WK 2014
OS 2008 · 
OS 2020
1960 ·
1961 ·
1962 ·
1963 ·
1964 · 
1965 ·
1966 · 
1967 ·
1968 ·
1969 ·
1970 ·
1971 ·
1972 ·
1973 ·
1974 ·
1975 ·
1976 ·
1977 ·
1978 · 
1979 ·
1980 ·
1981 · 
1982 ·
1983 ·
1984 ·
1985 ·
1986 ·
1987 ·
1988 ·
1989 ·
1990 ·
1991 ·
1992 · 
1993 · 
1994 · 
1995 · 
1996 · 
1997 · 
1998 · 
1999 · 
2000 · 
2001 · 
2002 · 
2003 · 
2004 · 
2005 · 
2006 · 
2007 · 
2008 · 
2009 · 
2010 · 
2011 · 
2012 · 
2013 ·
2014 ·
2015 ·
2016 ·
2017 ·
2018 ·
2019 ·
2020 ·
2021 ·
2022 ·
2023 ·
2024
Algerije ·
Angola ·
Argentinië ·
België ·
Benin ·
Bosnië en Herzegovina ·
Botswana ·
Brazilië ·
Burkina Faso ·
Burundi ·
Centraal-Afrikaanse Republiek ·
Chili ·
Colombia ·
Comoren ·
Congo-Brazzaville ·
Congo-Kinshasa ·
Duitsland ·
Egypte ·
El Salvador ·
Engeland ·
Equatoriaal-Guinea ·
Ethiopië ·
Frankrijk ·
Gabon ·
Gambia ·
Ghana ·
Griekenland ·
Guinee ·
Guinee-Bissau ·
Hongarije ·
Israël ·
Italië ·
Japan ·
Jordanië ·
Kameroen ·
Kenia ·
Koeweit ·
Lesotho ·
Liberia ·
Libië ·
Madagaskar ·
Malawi ·
Mali ·
Marokko ·
Mauritanië ·
Mauritius ·
Mexico ·
Moldavië ·
Mozambique ·
Namibië ·
Nederland ·
Niger ·
Nigeria ·
Noord-Korea ·
Oeganda ·
Oostenrijk ·
Paraguay ·
Polen ·
Portugal ·
Qatar ·
Roemenië ·
Rusland ·
Rwanda ·
Senegal ·
Servië en Montenegro ·
Seychellen ·
Sierra Leone ·
Slovenië ·
Soedan ·
Spanje ·
Tanzania ·
Togo ·
Tsjaad ·
Tunesië ·
Turkije ·
Uruguay ·
Verenigde Staten ·
Zambia ·
Zimbabwe ·
Zuid-Afrika ·
Zuid-Korea ·
Zweden ·
Zwitserland
Argentinië (2006) · 
Colombia (2014) ·
Ghana (2015) ·
Griekenland (2014) · 
Japan (2014) ·  
Nederland (2006) · 
Noord-Korea (2010) · 
Servië en Montenegro (2006) ·
Zambia (2012)
FTF · Selecties · Togolees vrouwenelftal
1950 – 1959 · 
1960 – 1969 · 
1970 – 1979 · 
1980 – 1989 · 
1990 – 1999 · 
2000 – 2009 · 
2010 – 2019 ·
2020 − 2029
WK 2006
Algerije ·
Angola ·
Bahrein ·
Benin ·
Botswana ·
Bukina Faso ·
Centraal-Afrikaanse Republiek ·
Chili ·
Comoren ·
Congo-Bazzaville ·
Congo-Kinshasa ·
Denemarken ·
Djibouti ·
Egypte ·
Equatoriaal-Guinea ·
Ethiopië ·
Frankrijk ·
Gabon ·
Gambia ·
Ghana ·
Guinee ·
Guinee-Bissau ·
Iran ·
Ivoorkust ·
Japan ·
Kaapverdië ·
Kameroen ·
Kenia ·
Lesotho ·
Liberia ·
Libië ·
Liechtenstein ·
Luxemburg ·
Madagaskar ·
Malawi ·
Mali ·
Marokko ·
Mauritanië ·
Mauritius ·
Mozambique ·
Namibië ·
Niger ·
Nigeria ·
Oeganda ·
Oman ·
Paraguay ·
Rwanda ·
Sao Tomé en Principe ·
Saoedi-Arabië ·
Senegal ·
Sierra Leone ·
Soedan ·
Swaziland ·
Tsjaad ·
Tunesië ·
Verenigde Arabische Emiraten ·
Zambia ·
Zimbabwe ·
Zuid-Korea ·
Zuid-Soedan ·
Zwitserland
Frankrijk (2006) · 
Zuid-Korea (2006) · 
Zwitserland (2006)